# Consulat général de Chine à Saint-Denis
 (mars 2019).
Le consulat général de Chine à Saint-Denis est le consulat que la république populaire de Chine entretient dans le chef-lieu de l'île de La Réunion, un département d'outre-mer français dans le sud-ouest de l'océan Indien.
Dirigé par un consul général installé dès 2009, Zhang Guobin, il est officiellement inauguré en février 2010 par l'ambassadeur de Chine en France, Quan Kong. Ses locaux se trouvent au 50, rue du Général-de-Gaulle, dans le centre-ville de Saint-Denis.

## Objectifs
Le but est de faciliter le tourisme des Chinois à la Réunion, et de faciliter les démarches pour que les réunionnais d'origine chinoise puissent se rendre en Chine et  renouer avec leurs familles restées là-bas.
Le nouveau Consulat Général, qui a ouvert ses portes en octobre 2009, permet d’accélérer les formalités et obtentions de visas dans les deux sens. Le défi de l’île en 2010 était d’obtenir le statut de Destination Touristique Autorisée (DTA). En effet, La Réunion ne fait pas partie de l’espace Schengen, ce qui ne favorise pas l’arrivée de chinois à La Réunion.
Le consulat a également pour objectif affiché d’accentuer les relations sino-réunionnaises, tant sur le plan économique que culturel.

## Histoire

### Création
Un consul général de Chine du nom de Zhang Guobin entre en fonction à La Réunion au milieu de l'année 2009.

### Effets sur le tourisme
En 2010, les résultats sont moins probants, car on ne relève pas d'engouement des Chinois pour le tourisme à La Réunion.
Le département d'outre-mer a obtenu le statut de destination touristique autorisée, condition indispensable pour que les tours-opérateurs de Chine puissent le faire figurer dans leurs catalogues en 2011. En outre, plusieurs lignes aériennes directes ont été ouvertes entre 2015 et 2020 reliant la république populaire de Chine et l'aéroport Roland-Garros, via le truchement d'Air Austral
Un autre projet était l'ouverture d'un Institut Confucius à La Réunion, il a ouvert en 2010. C'est le premier établissement de ce type à être inauguré en France d'Outre-Mer.